# Copa do Mundo de Futebol Feminino Sub-20 de 2006
A Copa do Mundo de Futebol Feminino Sub-20 de 2006 foi a terceira edição do evento organizado pela FIFA e realizou-se na Rússia. Iniciou-se em 17 de agosto e terminou a 3 de setembro de 2006. Dezasseis equipes, representando as seis confederações internacionais de futebol participaram após passar por seus respectivos torneios classificativos, à exceção da Rússia que obteve a vaga diretamente por ser o país-sede.
Este é o primeiro torneio em que a idade limite é 20 anos, pois nas duas edições anteriores a idade limite era de 19 anos. Esta medida permitiu a criação da Copa do Mundo de Futebol Feminino Sub-17, a iniciar-se em 2008.

## Estádios
| Cidade          | Estádio                     | Capacidade |
| --------------- | --------------------------- | ---------- |
| Moscovo         | Estádio Dínamo de Moscou    | 36.540     |
| Moscovo         | Estádio Lokomotiv de Moscou | 30.000     |
| Moscovo         | Estádio Podmoskovie         | 5.000      |
| Moscovo         | Estádio Eduard Streltsov    | 13.200     |
| São Petersburgo | Estádio Petrovsky           | 21.500     |

## Selecções
O sorteio do torneio teve lugar em Moscovo, a 22 de Março de 2006.
| Confederação | Selecção        |          | Confederação   | Selecção |
| ------------ | --------------- | -------- | -------------- | -------- |
| Anfitriã     | Rússia          | CAF      | Nigéria        |          |
| AFC          | Austrália       | CAF      | RD Congo       |          |
| AFC          | China           | CONCACAF | Canadá         |          |
| AFC          | Coreia do Norte | CONCACAF | Estados Unidos |          |
| UEFA         | Alemanha        | CONCACAF | México         |          |
| UEFA         | Finlândia       | CONMEBOL | Argentina      |          |
| UEFA         | França          | CONMEBOL | Brasil         |          |
| UEFA         | Suíça           | OFC      | Nova Zelândia  |          |

## Fase de grupos
Todas as partidas seguem o fuso horário de Moscovo (UTC+4).

### Grupo A
| Selecção      | Pts | J | V | E | D | GM | GS | +/- |
| ------------- | --- | - | - | - | - | -- | -- | --- |
| Brasil        | 5   | 3 | 1 | 2 | 0 | 2  | 0  | +2  |
| Rússia        | 5   | 3 | 1 | 2 | 0 | 4  | 3  | +1  |
| Austrália     | 4   | 3 | 1 | 1 | 1 | 4  | 3  | +1  |
| Nova Zelândia | 1   | 3 | 0 | 1 | 2 | 2  | 6  | -4  |

| 17 de Agosto | Nova Zelândia | 0 – 3     | Austrália                         | Estádio Petrovsky, São Petersburgo          |
| 16:00        |               | Relatório | McCallum 39', 80' · Shipard 90+3' | Público: 1,100 Árbitro: Gyoengyi Gaal (HUN) |

| 17 de Agosto | Rússia | 0 – 0     | Brasil | Estádio Petrovsky, São Petersburgo             |
| 19:00        |        | Relatório |        | Público: 10,200 Árbitro: Jenny Palmqvist (SWE) |

| 20 de Agosto | Brasil                       | 2 – 0     | Austrália | Estádio Petrovsky, São Petersburgo           |
| 16:00        | Francielle 42' · Fabiana 69' | Relatório |           | Público: 700 Árbitro: Jennifer Bennett (USA) |

| 20 de Agosto | Rússia                                        | 3 – 2     | Nova Zelândia             | Estádio Petrovsky, São Petersburgo        |
| 19:00        | Kozhnikova 5' · Terekhova 14' · Akimova 90+3' | Relatório | Erceg 18' · Humphries 56' | Público: 3,400 Árbitro: Eun Ah Hong (KOR) |

| 23 de Agosto | Brasil | 0 – 0     | Nova Zelândia | Estádio Podmoskovie, Moscovo               |
| 16:00        |        | Relatório |               | Público: 500 Árbitro: Shane de Silva (TRI) |

| 23 de Agosto | Austrália  | 1 – 1     | Rússia         | Estádio Eduard Streltsov, Moscovo            |
| 16:00        | Brogan 85' | Relatório | Kozhnikova 75' | Público: 1,000 Árbitro: Christine Beck (GER) |

### Grupo B
| Selecção  | Pts | J | V | E | D | GM | GS | +/- |
| --------- | --- | - | - | - | - | -- | -- | --- |
| China     | 9   | 3 | 3 | 0 | 0 | 6  | 1  | +5  |
| Nigéria   | 6   | 3 | 2 | 0 | 1 | 11 | 5  | +6  |
| Canadá    | 3   | 3 | 1 | 0 | 2 | 4  | 4  | 0   |
| Finlândia | 0   | 3 | 0 | 0 | 3 | 1  | 12 | -11 |

| 17 de Agosto | China                    | 2 – 1     | Finlândia      | Estádio Podmoskovie, Moscovo                       |
| 16:00        | Ma X. 37' (pen) · Zi 72' | Relatório | Yuan 1' (g.c.) | Público: 2,000 Árbitro: Diane Ferreira-James (GUY) |

| 17 de Agosto | Nigéria                      | 3 – 2     | Canadá                  | Estádio Podmoskovie, Moscovo              |
| 19:00        | Ishola 29' · Uwak 82', 90+1' | Relatório | Kyle 25' · Cicchini 71' | Público: 800 Árbitro: Bentla D Coth (IND) |

| 20 de Agosto | Finlândia | 0 – 2     | Canadá                  | Estádio Podmoskovie, Moscovo                      |
| 16:00        |           | Relatório | Robinson 39' (pen), 70' | Público: 1,200 Árbitro: Natalie Avdonchenko (RUS) |

| 20 de Agosto | China                   | 3 – 0     | Nigéria | Estádio Podmoskovie, Moscovo                 |
| 19:00        | Lou 9' · Ma X. 31', 69' | Relatório |         | Público: 2,000 Árbitro: Christine Beck (GER) |

| 23 de Agosto | Finlândia | 0 – 8     | Nigéria                                                           | Estádio Podmoskovie, Moscovo                 |
| 19:00        |           | Relatório | Sabi 7', 42' · Eke 13', 65', 79' · Uwak 15' · Chikwelu 45+2', 73' | Público: 400 Árbitro: Jennifer Bennett (USA) |

| 23 de Agosto | Canadá | 0 – 1     | China       | Estádio Eduard Streltsov, Moscovo           |
| 19:00        |        | Relatório | Ma X. 45+3' | Público: 100 Árbitro: Claudine Brohet (BEL) |

### Grupo C
| Selecção        | Pts | J | V | E | D | GM | GS | +/- |
| --------------- | --- | - | - | - | - | -- | -- | --- |
| Coreia do Norte | 9   | 3 | 3 | 0 | 0 | 10 | 0  | +10 |
| Alemanha        | 6   | 3 | 2 | 0 | 1 | 15 | 3  | +12 |
| México          | 3   | 3 | 1 | 0 | 2 | 5  | 15 | -10 |
| Suíça           | 0   | 3 | 0 | 0 | 3 | 2  | 14 | -12 |

| 18 de Agosto | Suíça            | 2 – 4     | México                                          | Estádio Dínamo de Moscou, Moscovo          |
| 16:00        | Buerkri 12', 65' | Relatório | Corral 15', 45+2' · Gordillo 30' · Ocampo 90+2' | Público: 3,500 Árbitro: Tammy Ogston (AUS) |

| 18 de Agosto | Coreia do Norte        | 2 – 0     | Alemanha | Estádio Dínamo de Moscou, Moscovo      |
| 19:00        | Jong P-H. 35' · Jo 70' | Relatório |          | Público: 700 Árbitro: Fatou Gaye (SEN) |

| 21 de Agosto | México       | 1 – 9     | Alemanha | Estádio Dínamo de Moscou, Moscovo         |
| 16:00        | Cisneros 76' | Relatório | Okoyino da Mbabi 24' · Bajramaj 29' · Kessler 31' · Blaesse 37', 44', 84' · Laudehr 49' · Maier 58' · Oster 77' | Público: 500 Árbitro: Gyoengyi Gaal (HUN) |

| 21 de Agosto | Suíça | 0 – 4     | Coreia do Norte                                    | Estádio Dínamo de Moscou, Moscovo          |
| 19:00        |       | Relatório | Jong P-H. 45+1' · Kim O-S. 50' · Kim S-H. 78', 80' | Público: 600 Árbitro: Shane de Silva (TRI) |

| 24 de Agosto | Alemanha                                                                                 | 6 – 0     | Suíça | Estádio Petrovsky, São Petersburgo                |
| 16:00        | Bajramaj 4' , 62' (pen) · Laudehr 21' · Okoyino da Mbabi 45' · Kessler 85' · Blaesse 89' | Relatório |       | Público: 300 Árbitro: Dianne Ferreira-James (GUY) |

| 24 de Agosto | México | 0 – 4     | Coreia do Norte                               | Estádio Dínamo de Moscou, Moscovo               |
| 16:00        |        | Relatório | Kim H-M. 33' · Kim K-H. 35' · Kil 42' · O 59' | Público: 500 Árbitro: Natalia Avdonchenko (RUS) |

### Grupo D
| Selecção       | Pts | J | V | E | D | GM | GS | +/- |
| -------------- | --- | - | - | - | - | -- | -- | --- |
| Estados Unidos | 9   | 3 | 3 | 0 | 0 | 7  | 2  | +5  |
| França         | 6   | 3 | 2 | 0 | 1 | 6  | 1  | +5  |
| Argentina      | 3   | 3 | 1 | 0 | 2 | 5  | 9  | -4  |
| RD Congo       | 0   | 3 | 0 | 0 | 3 | 1  | 7  | -6  |

| 18 de Agosto | RD Congo    | 1 – 2     | Estados Unidos                   | Estádio Eduard Streltsov, Moscovo           |
| 16:00        | Nzuzi 70' · | Relatório | O'Hara 33' · Rodriguez 65' (pen) | Público: 300 Árbitro: Claudine Brohet (BEL) |

| 18 de Agosto | França                                                 | 5 – 0     | Argentina | Estádio Eduard Streltsov, Moscovo          |
| 19:00        | Boulleau 12' · Delie 28', 65' · Necib 51' · Houara 85' | Relatório |           | Público: 250 Árbitro: Shane de Silva (TRI) |

| 21 de Agosto | Estados Unidos                                      | 4 – 1     | Argentina   | Estádio Eduard Streltsov, Moscovo      |
| 16:00        | Rostedt 13' · Adams 38' · Long 62' · Nogueira 90+1' | Relatório | Pereyra 53' | Público: 200 Árbitro: Fatou Gaye (SEN) |

| 21 de Agosto | RD Congo | 0 – 1     | França    | Estádio Eduard Streltsov, Moscovo        |
| 19:00        |          | Relatório | Henry 44' | Público: 130 Árbitro: Tammy Ogston (AUS) |

| 24 de Agosto | Argentina                              | 4 – 0     | RD Congo | Estádio Petrovsky, São Petersburgo        |
| 19:00        | Manicler 13', 17', 45+2' · Potassa 15' | Relatório |          | Público: 450 Árbitro: Bentla D Coth (IND) |

| 24 de Agosto | Estados Unidos | 1 – 0     | França | Estádio Dínamo de Moscou, Moscovo       |
| 19:00        | Rostedt 61'    | Relatório |        | Público: 300 Árbitro: Hong Eun Ah (KOR) |

## Fases finais
|  | Quartas de final               | Quartas de final       |                         |                | Semifinais     | Semifinais     |  |  | Final                   | Final |
|  |                                |                        |                         |                |                |                |  |  |                         |       |
|  | 26 de agosto - Moscovo         |                        |                         |                |                |                |  |  |                         |       |
|  |                                |                        |                         |                |                |                |  |  |                         |       |
|  | Brasil                         | 2                      |                         |                |                |                |  |  |                         |       |
|  | Brasil                         | 2                      | 31 de agosto - Moscovo  |                |                |                |  |  |                         |       |
|  | Nigéria                        | 1                      |                         |                |                |                |  |  |                         |       |
|  | Nigéria                        | 1                      | Brasil                  | 0              |                |                |  |  |                         |       |
|  | 27 de agosto - São Petersburgo |                        | Brasil                  | 0              |                |                |  |  |                         |       |
|  |                                | Coreia do Norte        | 1                       |                |                |                |  |  |                         |       |
|  | Coreia do Norte                | Coreia do Norte        | 1                       | 2              |                |                |  |  |                         |       |
|  | Coreia do Norte                |                        | 3 de setembro - Moscovo | 2              |                |                |  |  |                         |       |
|  | França                         | 1                      |                         |                |                |                |  |  |                         |       |
|  | França                         | 1                      | Coreia do Norte         | 5              |                |                |  |  |                         |       |
|  | 26 de agosto - Moscovo         |                        | Coreia do Norte         | 5              |                |                |  |  |                         |       |
|  |                                | China                  | 0                       |                |                |                |  |  |                         |       |
|  | China                          | China                  | 0                       | 4              |                |                |  |  |                         |       |
|  | China                          | 31 de agosto - Moscovo |                         | 4              |                |                |  |  |                         |       |
|  | Rússia                         | 0                      |                         |                |                |                |  |  |                         |       |
|  | Rússia                         | 0                      | China                   | 0 (5)          | Terceiro lugar | Terceiro lugar |  |  |                         |       |
|  | 27 de agosto - São Petersburgo |                        | China                   | 0 (5)          | Terceiro lugar | Terceiro lugar |  |  |                         |       |
|  |                                | Estados Unidos         | 0 (4)                   |                |                |                |  |  |                         |       |
|  | Estados Unidos                 | Estados Unidos         | 0 (4)                   | 4              | Brasil         | 0 (6)          |  |  |                         |       |
|  | Estados Unidos                 |                        |                         | 4              | Brasil         | 0 (6)          |  |  |                         |       |
|  | Alemanha                       | 1                      |                         | Estados Unidos | 0 (5)          |                |  |  |                         |       |
|  | Alemanha                       | 1                      |                         |                | 0 (5)          |                |  |  |                         |       |
|  |                                |                        |                         |                |                |                |  |  | 3 de setembro - Moscovo |       |
|  |                                |                        |                         |                |                |                |  |  |                         |       |

### Quartos-finais
| 26 de Agosto | Brasil                        | 2 – 1     | Nigéria  | Estádio Eduard Streltsov, Moscovo               |
| 16:00        | Fabiana 45+2' · Adriane 90+5' | Relatório | Uwak 65' | Público: 700 Árbitro: Natalia Avdonchenko (RUS) |

| 26 de Agosto | China                                      | 4 – 0     | Rússia | Estádio Eduard Streltsov, Moscovo           |
| 19:00        | Zi 8' · Ma X. 19' · Zhang W. 40' · You 60' | Relatório |        | Público: 2,000 Árbitro: Gyoengyi Gaal (HUN) |

| 27 de Agosto | Coreia do Norte         | 2 – 1     | França     | Estádio Petrovsky, São Petersburgo           |
| 16:00        | Kim K-H. 46' · Hong 90' | Relatório | Thomis 62' | Público: 550 Árbitro: Jennifer Bennett (USA) |

| 27 de Agosto | Estados Unidos                              | 4 – 1     | Alemanha    | Estádio Petrovsky, São Petersburgo          |
| 19:00        | O'Hara 36' · Adams 37', 70' · Rodriguez 90' | Relatório | Neumann 65' | Público: 750 Árbitro: Jenny Palmqvist (SWE) |

### Semi-finais
| 31 de Agosto | Brasil | 0 – 1     | Coreia do Norte | Estádio Lokomotiv de Moscou, Moscovo         |
| 16:00        |        | Relatório | Ri U-H. 87'     | Público: 1,000 Árbitro: Christine Beck (GER) |

| 31 de Agosto | China | 0 – 0 (pro) | Estados Unidos | Estádio Lokomotiv de Moscou, Moscovo       |
| 19:00        |       | Relatório   |                | Público: 1,000 Árbitro: Tammy Ogston (AUS) |

|                                         |       | Penalidades                             |  |
| Zhuang: Zhang W.: Yuan: Zi: Ma X.: Zhu: | 5 – 4 | Dew: Adams: Poach: Lopez: Bock: Cheney: |  |

### Terceiro lugar
| 3 de Setembro | Brasil | 0 – 0 (pro) | Estados Unidos | Estádio Lokomotiv de Moscou, Moscovo          |
| 16:00         |        | Relatório   |                | Público: 7,000 Árbitro: Jenny Palmqvist (SWE) |

|                                                                            |       | Penalidades                                               |  |
| Daiane: Renata Costa: Aliane: Francielle: Monica: Fabiana: Érika: Maurine: | 6 – 5 | Dew: Long: Angeli: Heath: Adams: Lopez: Rodriguez: Poach: |  |

### Final
| 3 de Setembro | Coreia do Norte                             | 5 – 0     | China | Estádio Lokomotiv de Moscou, Moscovo           |
| 19:00         | Jo 29' · Kim S-H. 39', 45+2', 52' · Kil 56' | Relatório |       | Público: 8,500 Árbitro: Jennifer Bennett (USA) |

## Premiações

### Campeãs
| Vencedor                  |
| ------------------------- |
| COREIA DO NORTE 1º título |

### Individuais
| Bota de Ouro  | Bola de Ouro  | Fair Play       |
| ------------- | ------------- | --------------- |
| CHN Ma Xiaoxu | CHN Ma Xiaoxu | Coreia do Norte |

### Equipa do torneio
| Guarda-redes                      | Defesas                                                                                          | Médios | Avançados |
| --------------------------------- | ------------------------------------------------------------------------------------------------ | --- | --- |
| CHN Zhang Yanru USA Val Henderson | BRA Daiane FRA Coralie Butcher GER Babett Peter PRK Myong Gum Hong PRK Ri Jin Ok PRK Ri Un Hyang | AUS Collette McCallum NGA Cynthia Uwak GER Celia Okoyino da Mbabi PRK Kim Kyong Hwa PRK Kim Chun Hui USA Amanda Poach | BRA Fabiana CHN Ma Xiaoxu FRA Amadine Henry NGA Rita Chikwelu PRK Kil Son Hui RUS Elena Danilova USA Danesha Adams |

## Artilharia
| 5 golos (2) - CHN Ma Xiaoxu - PRK Kim Song Hui 4 golos (2) - GER Anna Blaesse - NGA Cynthia Uwak 3 golos (4) - ARG Ludmila Manicler - GER Fatmire Bajramaj - NGA Maureen Eke - USA Danesha Adams 2 golos (20) - AUS Collette McCallum - BRA Fabiana - CAN Jodi-Anne Robinson - CHN Zi Jingjing - FRA Marie-Laure Delie - GER Nadine Kessler - GER Simone Laudehr - GER Celia Okoyino Da Mbabi - MEX Charlyn Corral - NGA Rita Chekwelu | 2 golos (continuação) - NGA Akudo Sabi - PRK Jo Yun Mi - PRK Jong Pok Hui - PRK Kil Song Hui - PRK Kim Kyong Hwa - RUS Anna Kozhnikova - SUI Vanessa Buerki - USA Amy Rodriguez - USA Jessica Rostedt - USA Kelley O'Hara 1 golo (34) - ARG Mercedes Pereyra - ARG María Potasa - AUS Danielle Brogan - AUS Sally Shipard - BRA Adriane - BRA Francielle - CAN Amanda Chiccini - CAN Kaylyn Kyle - CHN Lou Xiaoxu - CHN You Jia - CHN Zhang Wei Shuang - COD Tresorine Nzuzi - FRA Laure Boulleau | 1 golo (continuação) - FRA Amadine Henry - FRA Jessica Houara - FRA Louisa Necib - GER Juliane Maier - GER Lydia Neumann - GER Jennifer Oster - MEX Monique Cisneros - MEX Maria de Lourdes Gordillo - MEX Monica Ocampo - NZL Abby Erceg - NZL Emma Humphries - NGA Tawa Ishola - PRK Hong Myong Gum - PRK O Song Hui - PRK Ri Un Hyang - PRK Kim Hyang Mi - PRK Kim Ok Sim - RUS Svetlana Akimova - RUS Elena Terekhova - USA Alexandra Long - USA Casey Nogueira Golos contra (1) - CHN Fan Yuan (para a Finlândia) |